# Jurfutes
Jurfutes (en grec Ιουρφούθης) va ser un cap tribal moro actiu a la Bizacena durant les guerres de l'Imperi Romà d'Orient contra les tribus amazics locals. Figura entre entre els senyors amazics que es van rebel·lar contra l'autoritat romana a Àfrica durant els anys 534-535. L'any 534, va derrotar els oficials romans Aigan i Rufí al costat de Cutzines, Esdilases i Medisinises. El 535, va ser derrotat al costat dels altres per l'oficial Salomó a la batalla de Mames. Possiblement va participar també a la batalla de Burgaó.